# Jordyn
Jordyn ist ein Name hebräischer Herkunft.

## Bedeutung
Der Name ist eine Ableitung des Namens Jordan und bedeutet ‚der/die Herabsteigende‘.

## Bekannte Namensträger
- Jordyn Blum (* 1969), US-amerikanische Geschäftsfrau und Ehefrau von Dave Grohl
- Jordyn Jackson (* 1984), US-amerikanische Sängerin und Keyboarderin
- Jordyn Huitema (* 2001), kanadische Fußballnationalspielerin
- Jordyn Jones (* 2000), US-amerikanische Sängerin, Tänzerin, Youtuberin, Schauspielerin und Model
- Jordyn Wieber (* 1995), US-amerikanische Kunstturnerin